# Cóc lưỡi tròn Corse
Cóc lưỡi tròn Corse hoặc Discoglossus montalentii (tên tiếng Anh: Israel Painted Frog) là một loài ếch thuộc họ Discoglossidae.
Đây là loài đặc hữu của Pháp.
Môi trường sống tự nhiên của chúng là rừng ôn đới, sông ngòi, và sông có nước theo mùa.

## Hình ảnh

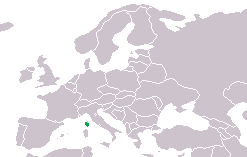
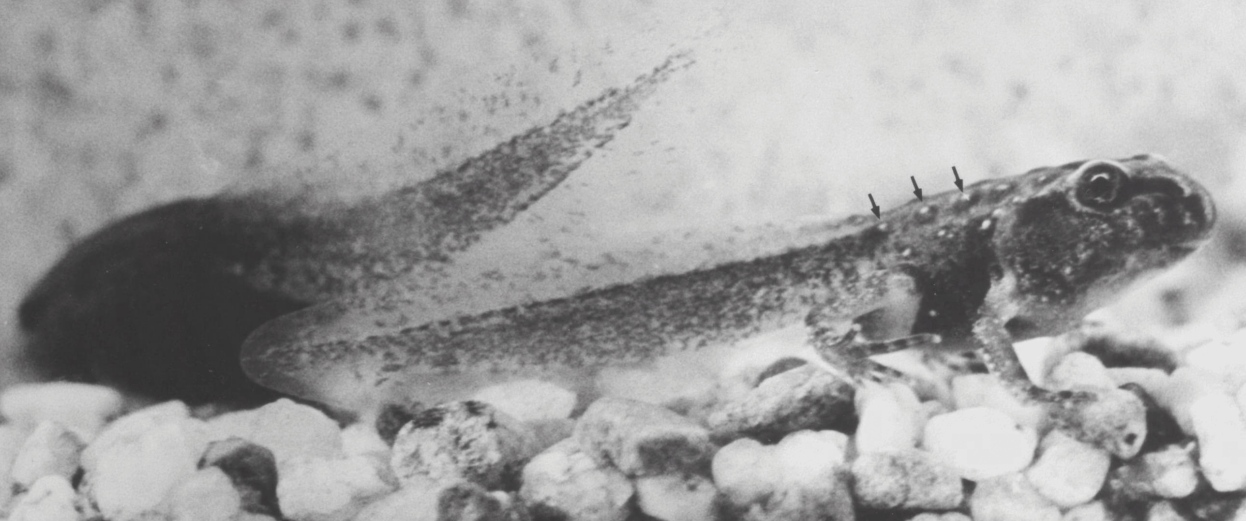
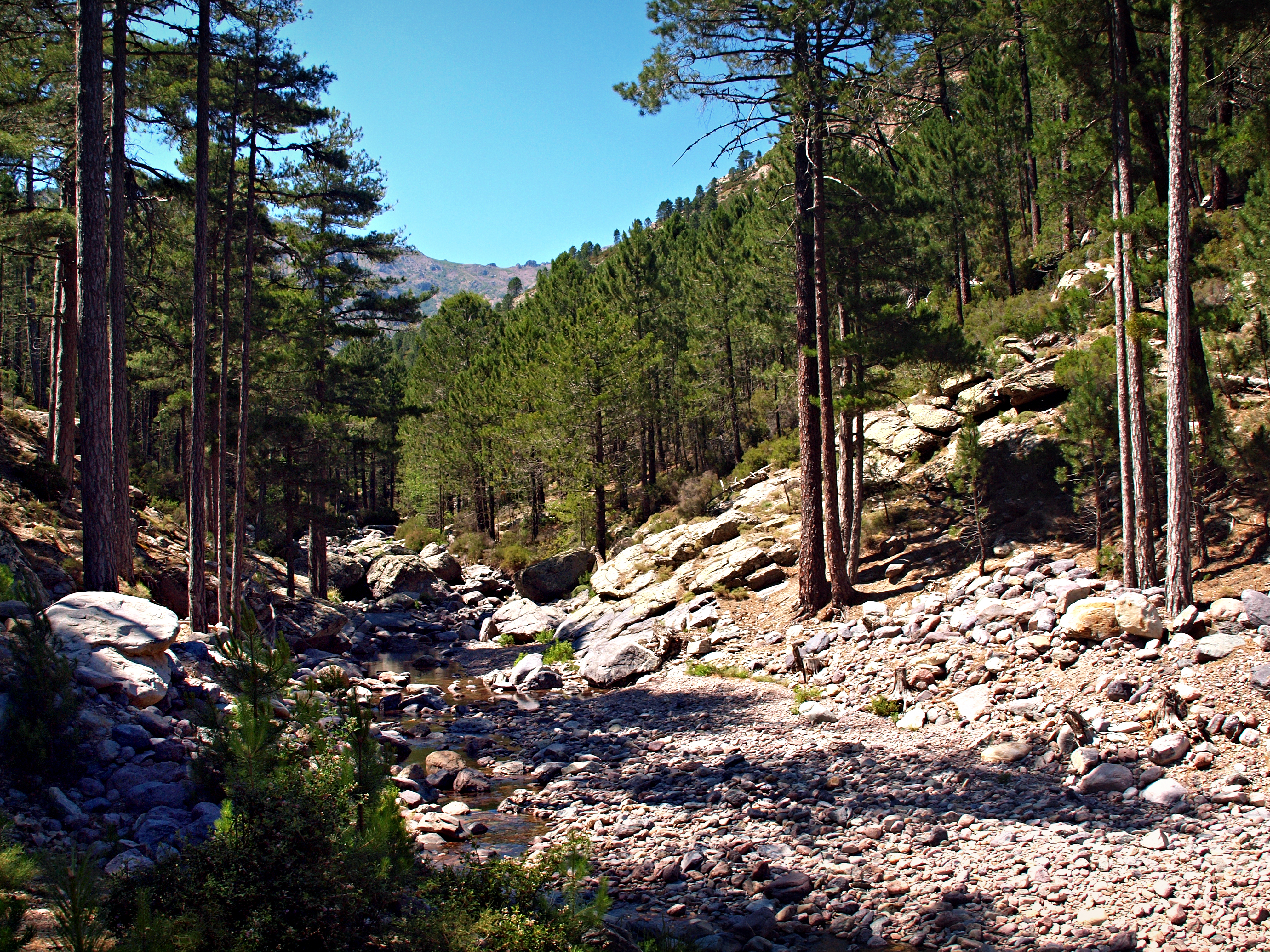